# Dème de Pella
Le dème de Pella, en grec moderne : Δήμος Πέλλας / Dímos Péllas, est un dème de Macédoine-Centrale, en Grèce. 
La superficie du dème est de 668,58 km2 et, selon le recensement de 2011, sa population compte 63 122 habitants.
Le siège du dème est la ville de Giannitsá et sa capitale historique est la ville de Pella. Il a été formé, en 2010 par la fusion des dèmes préexistants : Giannitsá, Krýa Vrýsi, Kýrros et Megálos Alexándros.